# 大吉洋平のロンリーサンデイ
『大吉洋平のロンリーサンデイ』は、MBSラジオで2023年度のナイターオフ期間中にあたる2023年11月12日から日曜に生放送されているラジオ番組。愛称は『ロンサン』
2023年度のナイターオフ期間中は毎週日曜日の19:00 - 19:55に生放送されていたが翌2024年度は毎月最終日曜日の20:00 - 21:00に変更された。

## 概要
同番組はMBSアナウンサーの大吉洋平が一人で喋る番組で家族連れやキラキラカップルたちに焦点を当てるテレビ番組とは対照的にバツイチの大吉が自身の経験を踏まえ、寂しくも歯を食いしばり孤独に過ごすリスナーの心に寄り添い、温かく包み込み、そして笑顔に変えていくことを目指す番組で茶屋町のMBS大阪本社のラジオスタジオから生放送されている。
2024年度のナイターオフ期間からはシーズン2と称してMBSサンデー・カルチャーナイト（ナイターオフ期間の毎週日曜日の20:00 - 21:00）の毎月最終日曜日での放送に変更され（初回は2024年11月24日、第2回は2024年12月22日に放送）、また放送内容もラテンミュージックのコーナーを残しながらのリスナーからメッセージ紹介が中心となった。
当日の放送については放送終了後にMBSラジオの公式YouTubeチャンネルで音楽部分をカットしたものが配信されており、過去のアーカイブ音源も聴くことができる。また2024年1月5日以降はSpotifyなどでも配信されるようになった。

## 放送時間

### 現在（2024年度）
- 毎月最終日曜日 20:00 - 21:00

### 過去（2023年度）
- 毎週日曜日 19:00 - 19:55

## 出演者
- 大吉洋平（MBSアナウンサー）